# Tachyphonus rufus
Tachyphonus rufus là một loài chim trong họ Thraupidae.